# Benoît Puga
Benoît Puga (ur. 30 stycznia 1953 w Saint-Mandé) – francuski generał armii.
We francuskim wojsku od 1973, w latach 2008–2010 Dyrektor Wywiadu Wojskowego, od 2016 Wielki Kanclerz Orderu Legii Honorowej i Kanclerz Orderu Narodowego Zasługi.

## Awanse
- 1973 – elève-officier
- 1976 – lieutenant
- 1978 – capitaine
- 1989 – lieutenant-colonel
- 1994 – colonel
- 2002 – général de brigade
- 2005 – général de division
- 2007 – général de corps d'armée
- 2010 – général d'armée

## Odznaczenia
- Krzyż Wielki Orderu Legii Honorowej
- Wielki Oficer Orderu Legii Honorowej
- Komandor Orderu Legii Honorowej
- Oficer Orderu Legii Honorowej
- Kawaler Orderu Legii Honorowej
- Krzyż Wielki Orderu Narodowego Zasługi
- Wielki Oficer Orderu Narodowego Zasługi
- Komandor Orderu Narodowego Zasługi
- Oficer Orderu Narodowego Zasługi
- Kawaler Orderu Narodowego Zasługi
- Krzyż Waleczności Wojskowej (z ośmioma gwiazdkami)
- Komandor Orderu Palm Akademickich
- Komandor Orderu Zasługi Rolniczej
- Krzyż Kombatantów
- Medal Zamorski (z pięcioma okuciami)
- Brązowy Medal Obrony Narodowej (z trzema okuciami)
- Medal Wdzięczności Narodu (z jednym okuciem)
- Medal Pamiątkowy Francuski (z dwoma okuciami)
- Medal W Służbie Pokoju UNPROFOR (dwukrotnie) – ONZ
- Medal NATO (z okuciem za Jugosławię)
- Krzyż Wojenny (z palmą) – Zair
- Komandor Orderu Uznania – Rep. Środkowoafrykańska
- Medal MISAB (Mission interafricaine de surveillance des accords de Bangui) – ONZ
- Oficer Legii Zasługi – USA
- Medal Dyrektora DIA – USA
- Krzyż Wielki II Klasy Orderu Zasługi – Niemcy
- Komandor Orderu Lwa – Senegal
- Komandor Orderu Narodowego – Wybrzeże Kości Słoniowej
- Krzyż Wielki Orderu Zasługi Rzeczypospolitej Polskiej – Polska
- Krzyż Komandorski Orderu Zasługi Rzeczypospolitej Polskiej – Polska (2012)[1]
- Wielki Oficer Orderu Lwa Białego – Czechy
- Komandor Orderu Republiki – Tunezja
- Wielki Oficer Orderu Krzyża Południa – Brazylia
- Medal Dowództwa Operacji Specjalnych – USA
- Wielki Oficer Orderu Alawitów – Maroko
- Krzyż Wielki Orderu Zasługi Patriotycznej – Burundi